# Џозеф Џон Томсон
Џозеф Џон Томсон (енгл. Sir Joseph John Thomson; Читам хил, Манчестер, 18. децембар 1856 — Кембриџ, 30. август 1940) био је британски физичар.
Године 1897, Томсон је показао да су катодни зраци састављени од раније непознатих негативно наелектрисаних честица (сада званих електрони), за које је израчунао да морају имати тела много мања од атома и веома велики однос наелектрисања и масе. Томсон је такође заслужан за проналажење првих доказа за изотопе стабилног (нерадиоактивног) елемента 1913. године, као део његовог истраживања састава каналних зрака (позитивних јона). Његови експерименти за одређивање природе позитивно наелектрисаних честица, са Френсисом Вилијамом Астоном, били су прва употреба масене спектрометрије и довели до развоја масеног спектрографа.
Томсон је 1906. године добио Нобелову награду за физику за свој рад на провођењу електрицитета у гасовима. Томсон је такође био учитељ, и неколико његових ученика је такође добило Нобелове награде.

## Биографија
Рођен је у Манчестеру, а школовао се на Овенсовом колеџу у Манчестеру и на Тринити колеџу у Кембриџу. Од 1905. до 1918. године био је предавач у Краљевском институту. Томсон је открио електрон 1897-98. године и првобитно га названо „атом електрицитета”, а тиме је постао први истраживач који се бавио физиком елементарних честица. Нобелову награду за физику добио је 1906. године за теоријска и експериментална истраживања провођења електрицитета кроз гасове. Главне истраживачке заслуге су му откриће електрона, изотопа и масеног спектрометра.
Томсон је добио Нобелову награду за физику за то што је показао да је електрон субатомска честица. Много година касније његов син Џорџ Паџет Томсон добио је исту награду након што је показао да се електрон понаша као талас.

## Каријера и истраживање

### Преглед
Дана 22. децембра 1884. Томсон је именован за Кевендишовог професора физике на Универзитету у Кембриџу. Именовање је изазвало прилично изненађење, с обзиром да су кандидати као што су Озборн Рејнолдс или Ричард Глејзбрук били старији и искуснији у лабораторијском раду. Томсон је био познат по свом раду као математичар, где је препознат као изузетан таленат.
Он је добио Нобелову награду 1906. године, „као признање за велике заслуге његових теоријских и експерименталних истраживања о провођењу електрицитета гасовима“. Он је проглашен витезом 1908. и именован за Орден заслуга 1912. Године 1914. одржао је предавање Романс у Оксфорду на тему „Атомска теорија“. Године 1918. постао је магистар Тринити колеџа у Кембриџу, где је остао до своје смрти. Џозеф Џон Томсон је умро 30. августа 1940; његов пепео почива у Вестминстерској опатији, близу гробова сер Исака Њутна и његовог бившег ученика Ернеста Радерфорда.
Један од Томсонових ученика био је Ернест Радерфорд, који га је касније наследио на месту Кевендишовог професора физике. Шест Томсонових истраживачких асистената и млађих колега (Чарлс Гловер Баркла, Нилс Бор, Макс Борн, Вилијам Хенри Браг, Овен Виланс Ричардсон и Чарлс Томсон Рис Вилсон) освојили су Нобелове награде из физике, а двојица (Френсис Вилијам Астон и Ернест Радерфорд) су добили Нобелову награду за хемију. Томсонов син (Џорџ Пеџет Томсон) такође је 1937. године добио Нобелову награду за физику за доказивање таласних својстава електрона.

## Награде
- Краљева медаља (1894)
- Хјузова медаља (1902)
- Нобелова награда за физику (1906)
- Коплејева медаља (1914)